# Těchlovický potok
Těchlovický potok (německy Tichlowitzer Bach) je menší vodní tok v Českém středohoří na území CHKO České středohoří, pravostranný přítok Labe v okrese Děčín v Ústeckém kraji. Délka toku měří 3 km.

## Průběh toku
Potok pramení na úbočí Bukové hory (686 m) západně od verneřické části Příbram (německy Biebersdorf) v nadmořské výšce 605 metrů a teče severozápadním směrem. Potok teče údolím mezi PP Stříbrný roh a hradištěm Vraty. U osady Milířsko potok zprava přijímá bezejmenný tok. V Těchlovicích potok teče kolem kostela Stětí svatého Jana Křtitele. Před ústím potok v Těchlovicích podtéká pravobřežní železniční trať Ústí nad Labem – Děčín, silnici II/261 a labskou cyklotrasu. Těchlovický potok se v Těchlovicích zprava vlévá do Labe v nadmořské výšce 127 metrů.